# Exogone rolani
Exogone rolani är en ringmaskart som beskrevs av San Martin 1991. Exogone rolani ingår i släktet Exogone och familjen Syllidae.
Artens utbredningsområde är Mexikanska golfen. Inga underarter finns listade i Catalogue of Life.